# Yousef Jabareen

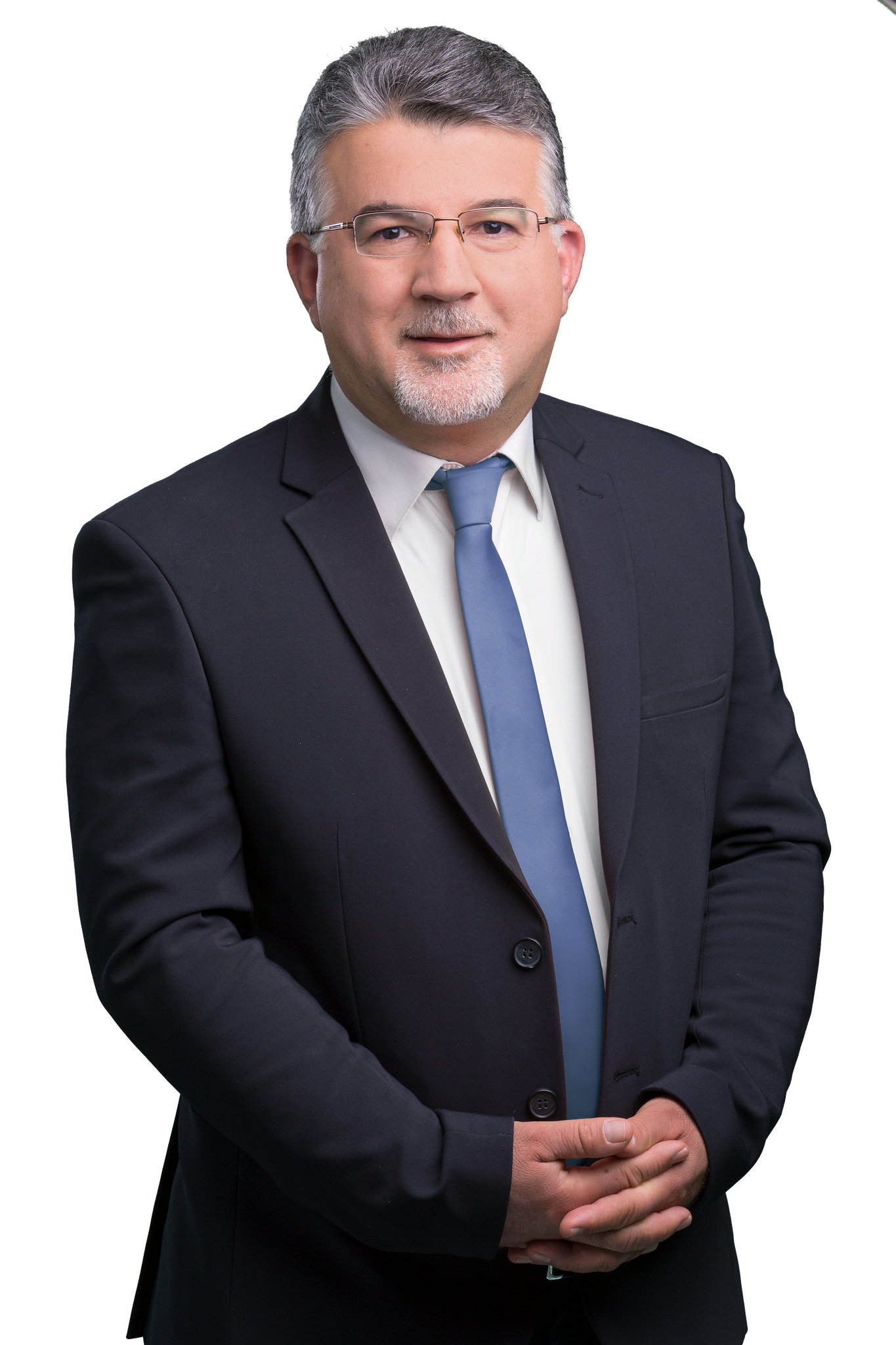
Yousef Jabareen, 2021

Yousef Taysir Jabareen (arabisch يوسف تيسير جبارين, DMG Yūsuf Taisīr Ǧabārīn, hebräisch יוסף תיסיר ג'בארין; * 23. Februar 1972 in Umm al-Fahm) ist ein arabisch-israelischer Politiker der Chadasch und der Gemeinsamen Arabischen Liste.

## Leben
Jabareen studierte Rechtswissenschaften an der Hebräischen Universität Jerusalem, an der American University in Washington, D.C. und an der Georgetown University. Nach verschiedenen Tätigkeiten am Centre for Jewish Studies an der University of Maryland, der Universität Haifa und der Universität Tel Aviv lehrt er seit 2009 am Tel-Hai Academic College in Israel Rechtswissenschaften.
Seit Mai 2015 ist Jabareen Abgeordneter in der Knesset. Jabareen ist verheiratet und hat vier Kinder.